# Canton de Donzenac
Le canton de Donzenac est une ancienne division administrative française située dans le département de la Corrèze, en région Limousin.

## Histoire
Le canton de Donzenac est l'un des cantons de la Corrèze créés en 1790, en même temps que la plupart des autres cantons français. Il a d'abord été rattaché au district de Brive avant de faire partie de l'arrondissement de Brive-la-Gaillarde.

### Redécoupage cantonal de 2014-2015
Par décret du 24 février 2014, le nombre de cantons du département passe de 37 à 19, avec mise en application aux élections départementales de mars 2015. Le canton de Donzenac est supprimé à cette occasion. Ses six communes sont alors rattachées au canton d'Allassac.

## Géographie
Ce canton était organisé autour de Donzenac dans l'arrondissement de Brive-la-Gaillarde. Son altitude variait de 95 m (Saint-Viance) à 431 m (Sadroc) pour une altitude moyenne de 281 m.

## Représentation

### Conseillers d'arrondissement (de 1833 à 1940)
| Période                                  | Période          | Identité                            | Étiquette | Qualité |
| ---------------------------------------- | ---------------- | ----------------------------------- | --------- | --- |
| 1833                                     | 1836             | Jean-Baptiste Teillet               |           | Médecin à Donzenac                                                                                          |
| 1836                                     | 1842             | Bertrand Cyprien Bosche (1798-1859) |           | Médecin, maire d'Allassac                                                                                   |
| 1842                                     | 1848             | Mathieu Alègre                      |           | Médecin, maire d'Allassac                                                                                   |
|                                          |                  |                                     |           | |
|                                          | 1896 (décès)     | Martial Tournadour (1828-1896)      |           | Vétérinaire à Donzenac                                                                                      |
|                                          |                  |                                     |           | |
| 1898                                     | 1899 (démission) | Étienne Rouhaud                     | Radical   | Maire de Sadroc                                                                                             |
| 1899                                     |                  | Antoine Bourdu                      | Radical   | Industriel, maire d'Allassac (1896-1912)                                                                    |
|                                          |                  |                                     |           | |
| 1922                                     | 1940             | Pierre Pradalet                     | Radical   | Maire de Donzenac                                                                                           |
| 1940                                     |                  |                                     |           | Les conseils d'arrondissement ont été suspendus par la loi du 12 octobre 1940 et n'ont jamais été réactivés |
| Les données manquantes sont à compléter. |                  |                                     |           | |

### Conseillers généraux de 1833 à 2015
| Période         | Période                   | Identité                                              | Étiquette              | Qualité |
| --------------- | ------------------------- | ----------------------------------------------------- | ---------------------- | --- |
| 1833            | 1852 (décès)              | Antoine-Sébastien Lavialle de Masmorel                | Majorité ministérielle | Président du Tribunal civil de Brive Président du Conseil général (1837-1838) Député (1831-1834 et 1837-1839) |
| 1852            | 1858 (décès)              | Louis Armand                                          |                        | Propriétaire, maire de Donzenac Ancien juge de paix                                                           |
| 1858            | 1861                      | Joachim Antoine Juge                                  |                        | Notaire, maire de Donzenac                                                                                    |
| 1861            | 1871                      | Thomas Eugène Leclère (1805-1880)                     |                        | Directeur des ardoisieres de Donzenac, maire de Brive (1870-1871)                                             |
| 1871            | 1877                      | Comte Ferdinand Charles Léon de Lasteyrie du Saillant | Centre droit           | Membre de l'Institut de France (Académie des inscriptions et belles-lettres) Député (1842-1851)               |
| 1877            | 1910 (décès)              | Philippe-Michel Labrousse                             | Rad.                   | Médecin Sénateur (1894-1910)                                                                                  |
| 1911            | 1941 (démission d'office) | François Labrousse (fils du précédent)                | Rad.                   | Médecin Maire de Sainte-Féréole Sénateur (1921-1951) Révoqué par le Gouvernement de Vichy                     |
|                 |                           |                                                       |                        | |
| 1942            | 1945                      | Raymond Chanourdie                                    |                        | Négociant en vins Maire de Donzenac Nommé conseiller départemental en 1942                                    |
|                 |                           |                                                       |                        | |
| 1945            | 1951 (décès)              | François Labrousse                                    | Rad.                   | Médecin Maire de Sainte-Féréole Sénateur (1921-1951)                                                          |
| 26 février 1952 | 1955                      | Auguste Morand                                        | Rad.                   | Directeur des ardoisières de Donzenac                                                                         |
| 1955            | 1979                      | Ernest Bounaix                                        | PPUS puis RPR          | Négociant Maire d'Allassac (1953-1977)                                                                        |
| 1979            | 1983 (décès)              | Gaston Delaunay (1935-1983)                           | PCF                    | Propriétaire à Allassac                                                                                       |
| 1983            | 1992                      | Roger Leyniat                                         | RPR                    | Médecin à Allassac                                                                                            |
| 1992            | 1998                      | Charles Morand                                        | RPR                    | Maire de Donzenac (1983-1995), ancien résistant                                                               |
| 1998            | 2015                      | Gilbert Fronty                                        | PS                     | Professeur d'EPS Maire d'Allassac (1995-2014) Élu conseiller départemental en 2015 dans le canton d'Allassac  |

### Élections cantonales des 21 et 28 mars 2004
Source : Ministère de l'Intérieur, de l'Outre-mer et des Collectivités territoriales
1er tour
- Gilbert Fronty (PS), maire d'Allassac - 44,48 %
- Yves Laporte (UMP), maire de Donzenac - 38,12 %
- Alain Boucheteil (FN) - 7,66 %
- Pascal Bagnarol (PCF) - 9,74 %

2e tour
- Gilbert Fronty (PS), maire d'Allassac - 55,69 % - Élu
- Yves Laporte (UMP), maire de Donzenac - 44,31 %

## Composition
Le canton de Donzenac regroupait six communes et comptait 11 291 habitants au 1er janvier 2012.
| Nom                      | Code Insee | Intercommunalité      | Population (dernière pop. légale) |
| ------------------------ | ---------- | --------------------- | --------------------------------- |
| Donzenac (chef-lieu)     | 19072      | CA du Bassin de Brive | 2 620 (2014)                      |
| Allassac                 | 19005      | CA du Bassin de Brive | 3 882 (2014)                      |
| Sadroc                   | 19178      | CA du Bassin de Brive | 882 (2014)                        |
| Sainte-Féréole           | 19202      | CA du Bassin de Brive | 1 827 (2014)                      |
| Saint-Pardoux-l'Ortigier | 19234      | CA du Bassin de Brive | 479 (2014)                        |
| Saint-Viance             | 19246      | CA du Bassin de Brive | 1 757 (2014)                      |

## Démographie
| 1962  | 1968  | 1975  | 1982  | 1990  | 1999  | 2006   | 2011   | 2012   |
| ----- | ----- | ----- | ----- | ----- | ----- | ------ | ------ | ------ |
| 9 114 | 8 518 | 8 402 | 8 939 | 9 460 | 9 571 | 10 448 | 11 199 | 11 291 |